# AAI RQ-7
Die AAI RQ-7 Shadow ist ein taktisches unbemanntes Luftfahrzeug, das für die Militärische Aufklärung bei Tag und Nacht von dem US-amerikanischen Hersteller AAI Corporation entwickelt und seit 1999 produziert wird.

## Aufbau

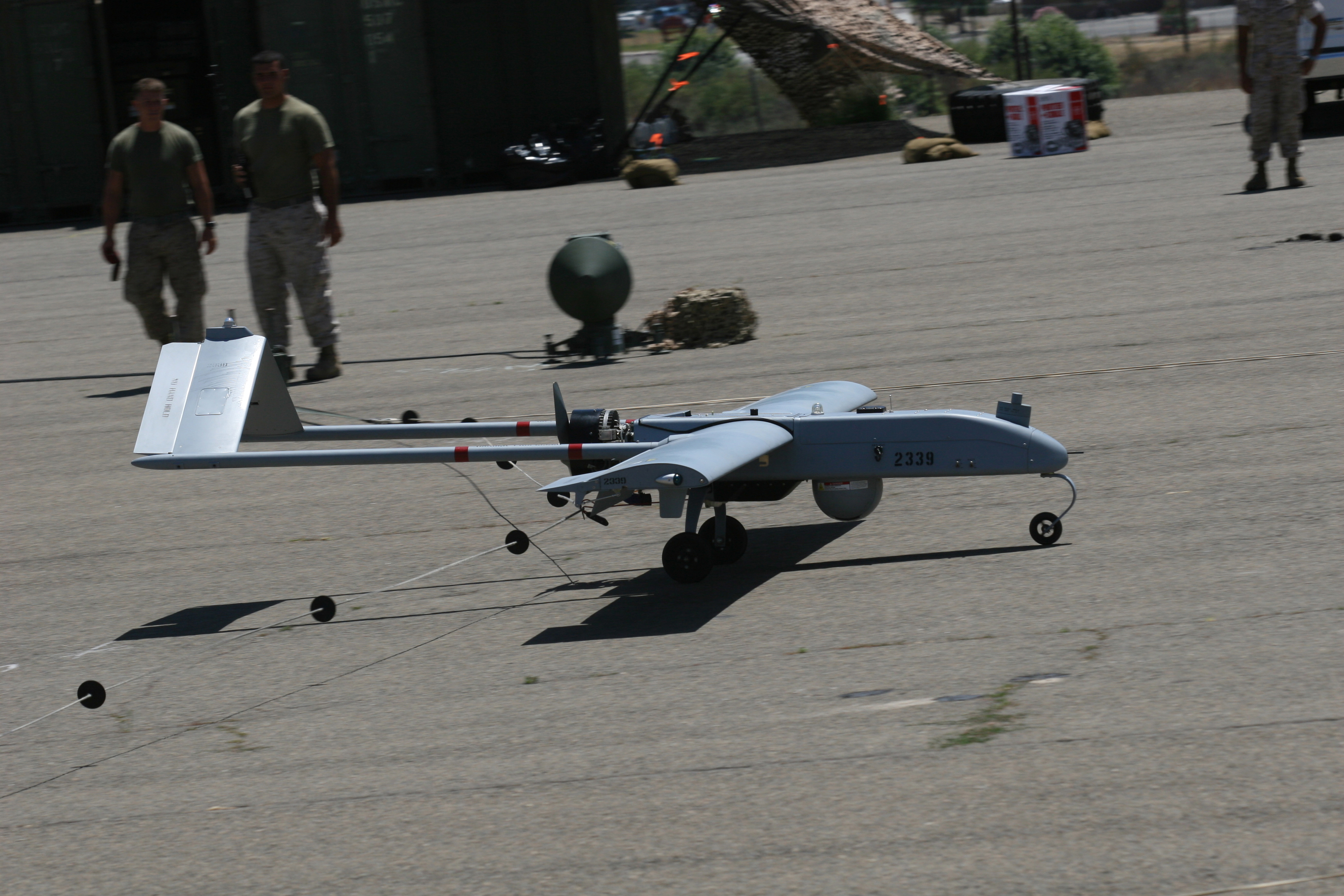
Eine RQ-7 im Einsatz beim US Marine Corps

Das Aufklärungssystem besteht aus einem unbemannten Fluggerät, einer modularen Nutzlast, einer Bodenstation sowie Start-, Rückhol- und Kommunikationsausrüstung. Das System umfasst ferner Versorgungsgüter und Ersatzteile für eine 72-stündige Mission. Zum Transport werden je zwei HMMWVs für Ausrüstung und Personal verwendet.
Eine Aufklärungseinheit besteht aus drei Drohnen und einem Ersatzgerät, drei Grundstationen, Ausrüstung zum Start und zur Landung und Fahrzeugen zum Transport. Das komplette System kann in einem C-130 Transportflugzeug verlegt werden. Das leichte Fluggerät besteht aus Verbundwerkstoff, hat eine Flügelspannweite von 3,9 m und eine Länge von 3,4 m. Das Triebwerk besteht aus einem handelsüblichen, benzingetriebenen Wankelmotor mit einer Leistung von 28 kW (38 PS). Die Nutzlast umfasst je eine optoelektronische und eine Thermografiekamera, die Flugsteuerung und die Kommunikationsausrüstung zur Bildübermittlung. Die Navigation erfolgt über das satellitengestützte Global Positioning System. Die maximale Reichweite der Drohne ist durch den möglichen Verlust des Funkkontakts zur Bodenstation begrenzt und beträgt 125 km.

## Technische Daten
- Primäres Einsatzgebiet: Taktische Bodenaufklärung
- Hersteller: AAI Corporation
- Antrieb: UAV Engines AR741
- Länge: 3,4 m
- Höhe: 1 m
- Gewicht: 154 kg (betankt)
- Spannweite: 3,9 m
- Geschwindigkeit: 130 bis 200 km/h
- Reichweite: 50 km
- Maximale Einsatzzeit: 4 Std
- Dienstgipfelhöhe: 4,600 m
- Tankkapazität: 37 Liter Superbenzin
- Nutzlast: 27 kg